# Manderley
Manderley ist ein fiktives Anwesen, das eine zentrale Rolle in Daphne du Mauriers Buch Rebecca von 1938 und in Alfred Hitchcocks Verfilmung von 1940 spielt. Der erste Satz Last night I dreamt I went to Manderley again („Gestern Nacht träumte ich, ich sei wieder in Manderley“) ist eine der bekanntesten Einleitungen der englischen Literatur. Manderley wurde in Folge zu einem beliebten Hausnamen in Großbritannien und zum Inbegriff von Luxus und Prestige.

## Lage und Beschreibung

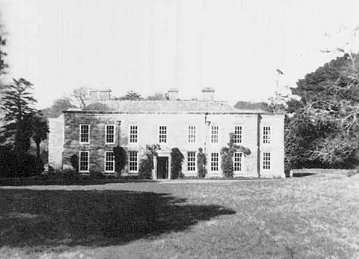
Menabilly House bei Fowey in Cornwall um 1920

Manderley ist ein großer Grundbesitz am Meer. Der alte aristokratische Familiensitz wird von Maxim de Winter und seiner Frau, der ansonsten namenlosen „zweiten Mrs. de Winter“, bewohnt. De Winters erste Frau Rebecca ist seit etwa einem Jahr tot. Es gibt viele Hausangestellte, die der Hausdame Mrs. Danvers unterstehen. Das schlossähnliche Wohnhaus hat zwei Stockwerke. Es verfügt über einen Ost- und einen Westflügel und eine Reihe repräsentativer Räume. Besonders erlesen ist das Morgenzimmer eingerichtet. Weitere Schauplätze von Bedeutung sind die Bibliothek, der große Ballsaal und das frühere Schlafzimmer der de Winters, das schönste Zimmer des Hauses mit einem Blick aufs Meer. Das Wohnhaus liegt inmitten eines weitläufigen Anwesens. Direkt am Haus ist ein Rosengarten angelegt. Das restliche Grundstück scheint überwiegend bewaldet zu sein. Bäume und große leuchtend rote Rhododendren säumen den langen und gewundenen Zugangsweg und geben erst im letzten Moment den Blick auf das Haus frei. In Reichweite eines Spaziergangs liegt das „glückliche Tal“, das mit betörend duftenden Azaleen und Waldblumen bepflanzt ist. Über eine Klippe gelangt man zum Strand. Dort steht ein heruntergekommenes Bootshaus und eine Anlegestelle.
Es gibt keine geographische Verortung für Manderley. Es wird angenommen, dass es in Cornwall liegen soll, wo du Maurier selbst lebte. Vorbilder für das Anwesen können in du Mauriers späterem Wohnsitz Menabilly bei Fowey in Cornwall gesucht werden, das Interieur erinnert an Milton Hall in Peterborough, Cambridgeshire, das sie als Kind im Ersten Weltkrieg mehrmals besuchte. Der undefinierte Ort lässt im Roman eine Atmosphäre der Isolation und Entrückung entstehen. Es wird nicht einmal festgelegt, welche Stadt in der Nähe liegen soll, außer der ebenso fiktiven Kleinstadt Kerrith. Der Film knüpft auch in dieser Hinsicht an die Romanvorlage an. Obwohl Hitchcock etliche Herren- und Gutshäuser in Europa, den Vereinigten Staaten und Kanada besichtigte, entschied er sich schließlich dafür, Manderley komplett im Studio entstehen zu lassen, um den isolierten Eindruck nicht durch realistische Drehorte zu zerstören. Die Miniaturen, die für Außenaufnahmen angefertigt wurden, zeigen ein verwinkeltes elisabethanisches Herrenhaus mit vielen Giebeln, Fenstern und Erkern.

## Funktion des Hauses im Roman und im Film
Gleich zu Beginn der Erzählung wird deutlich, dass Manderley ein unerreichbarer, für immer verlorener Ort ist. Die Einleitungssequenz schildert einen Traum, in dem die Erzählerin eine Ruine aufsucht, die einst Manderley war. In einer Retrospektive stellt sie anschließend das Anwesen vor, das sie als Jungverheiratete betrat, um ein Heim zu finden. Im Verlauf der Erzählung erweist sich dies als unmögliches Unterfangen, und am Schluss geht Manderley in Flammen auf.
Wie alle klassischen Gebäude der Gothic Novels ist Manderley ein Ort, der von seinen Geheimnissen heimgesucht wird. Das Haus ist vordergründig zu einer Art Museum umgewandelt worden: Porträts von Maxims Vorfahren schmücken die Wände, es werden Postkarten mit Manderley-Motiven verkauft, und einmal in der Woche sind einige Räume der Öffentlichkeit zugänglich. Für die Hauptdarstellerin der Geschichte, die zweite Mrs. de Winter, herrscht in Manderley jedoch eine bedrohliche, mit Ängsten belastete Atmosphäre. Die Hausdame Mrs. Danvers deutet an, dass sie Rebecca immer noch als die eigentliche Hausherrin ansehe. Manderley ist das Elternhaus von Maxim, doch ein Großteil der Einrichtung und der Gestaltung des Anwesens, für die das Anwesen weithin bewundert wird, war Rebeccas Werk. Es wurde nach ihrem Tod kaum verändert. Maxim lässt nur den ehemaligen Gästetrakt im Ostflügel für sich und seine neue Frau herrichten. Das Morgenzimmer und die Repräsentationsräume zeigen auch noch in Details Rebeccas Handschrift. Der Westflügel ist unbewohnt. Rebeccas Kleider hängen noch in den Schränken, ihr Bett ist neu bezogen und Mrs. Danvers arrangiert jeden Tag frischen Blumenschmuck. Die Tote ist so präsent, dass ihr Parfüm in der Luft zu hängen scheint. Das gesamte Anwesen scheint zu einem Mausoleum umgewandelt worden zu sein. Obwohl der Erzählerin als Hausherrin theoretisch alle Räume offenstehen, werden psychologische Barrieren aufgebaut, die besonders Rebeccas Zimmer zu einem „verbotenen Ort“ werden lassen. Manderley ist kein Ort, an dem man sich frei bewegen kann. Was ein Zuhause sein sollte, wird für die Protagonisten zu einem Gefängnis.
In du Mauriers Roman ist Manderley zentraler Schauplatz. Außer im ersten Hauptteil, der in Monte Carlo spielt, und im Schlussteil, der eine Reise nach London erforderlich macht, entfernen sich die Protagonisten kaum von ihrem Anwesen. Diese zentrale Funktion wird bei Hitchcock noch verstärkt. Für ihn ist „Rebecca“ die Geschichte eines Hauses, und das Haus wird zu „einem der drei Hauptdarsteller des Films“.

## Rezeption
- Aufgrund der Popularität des Romans und des Films wurde der Name Manderley auch für gewöhnliche Häuser äußerst beliebt und war eine Zeitlang sogar einer der üblichsten Hausnamen im Vereinigten Königreich.[11] Die Sängerin Enya benannte beispielsweise ihr Dubliner Schloss in Manderley Castle um.
- Der New Yorker Innenausstatter W. & J. Sloane fertigte zur Filmpremiere 1940 eine exklusive Möbelserie an, die die Atmosphäre des Morgenzimmers von Manderley wiedergeben sollte.[12]
- Stephen King griff den Traum der Erzählerin in der Einleitung des Romans Rebecca als Motiv in seinem Roman Sara auf.
- Die Fernsehserie Mit Schirm, Charme und Melone verwendet den Namen Manderley in Folge 92 (Tödlicher Staub).
- Zu Manderlay abgewandelt, verwendete Lars von Trier den Namen für den zweiten Teil seiner Amerika-Trilogie (2005). Die Szene am verschlossenen Tor des Landguts spielt auf die Schlusssequenz des Hitchcock-Klassikers an.